# Streblocera janus
Streblocera janus är en stekelart som beskrevs av Chen och Van Achterberg 1997. Streblocera janus ingår i släktet Streblocera och familjen bracksteklar. Inga underarter finns listade i Catalogue of Life.